# Flowton
Flowton is een civil parish in het bestuurlijke gebied Mid Suffolk, in het Engelse graafschap Suffolk met 117 inwoners.